# Alhambra (Ciudad Real)
Alhambra é um município da Espanha na província de Ciudad Real, comunidade autónoma de Castilla-La Mancha, de área 580.25 km² com população de 1167 habitantes (2004) e densidade populacional de 2,05 hab/km².

## Demografia

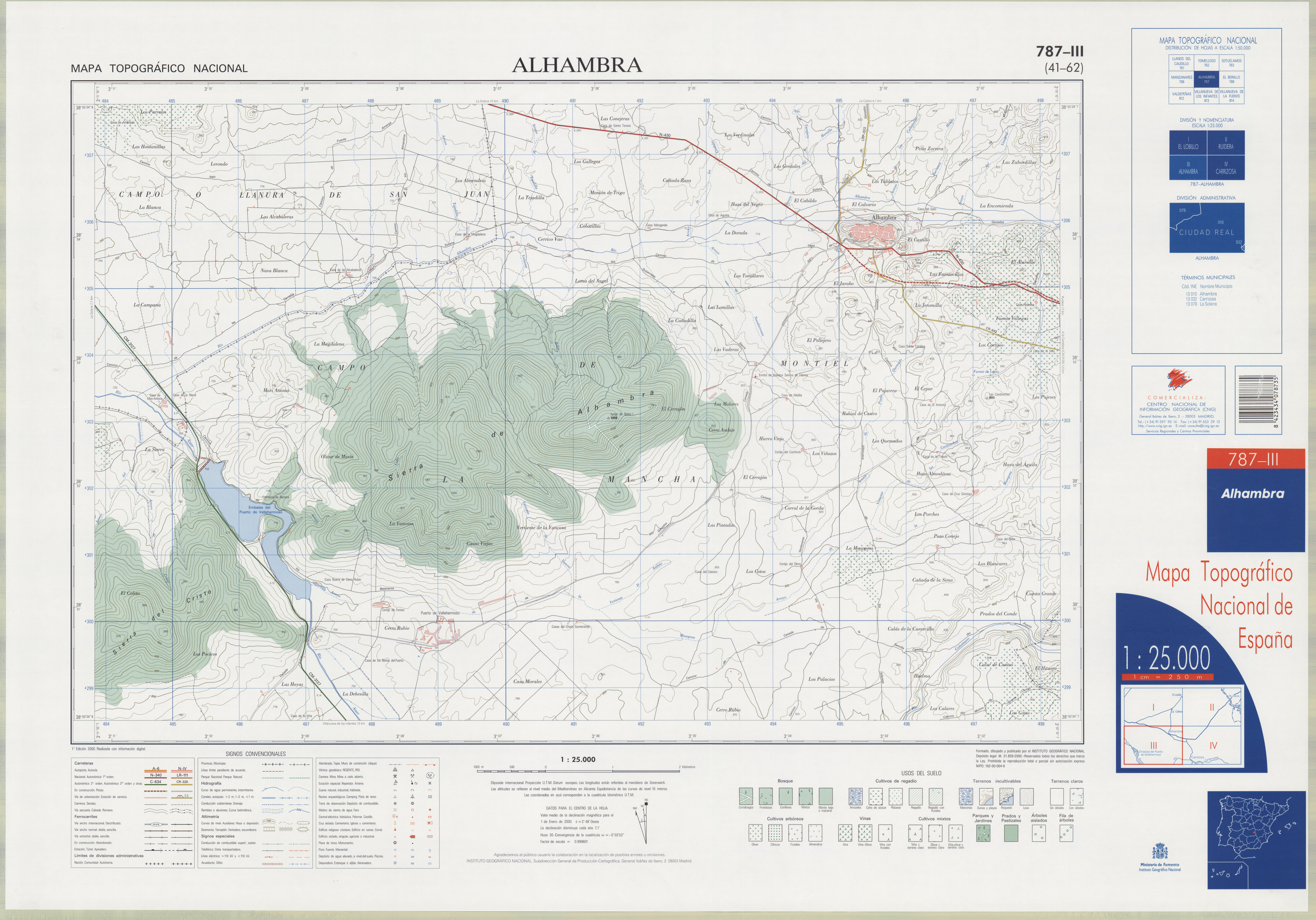
Mapa de localização

| Variação demográfica do município entre 1991 e 2004 | Variação demográfica do município entre 1991 e 2004 | Variação demográfica do município entre 1991 e 2004 | Variação demográfica do município entre 1991 e 2004 |
| --------------------------------------------------- | --------------------------------------------------- | --------------------------------------------------- | --------------------------------------------------- |
| 1991                                                | 1996                                                | 2001                                                | 2004                                                |
| 1423                                                | 1341                                                | 1220                                                | 1167                                                |